# Freddie
Freddie – czwarty album studyjny amerykańskiego rapera Freddiego Gibbsa. Został wydany 22 czerwca 2018 r. przez ESGN i Empire Distribution. 
Tytuł i grafika albumu jest inspirowana albumem Teddy Teddy'ego Pendergrass'a z 1979 roku.
| Nr  | Tytuł utworu                                           | Producenci                        | Długość |
| --- | ------------------------------------------------------ | --------------------------------- | ------- |
| 1.  | „Weight”                                               | Jones, Skinny, Dupri, RichGains   | 2:48    |
| 2.  | „Automatic”                                            | Kenny Beats                       | 2:32    |
| 3.  | „Death Row (feat. 03 Greedo)”                          | Kenny Beats, Freddie Kane         | 2:23    |
| 4.  | „Triple Threat”                                        | Dupri, RichGains, Enstrumentals   | 2:58    |
| 5.  | „2 Legit”                                              | Jones, RichGains                  | 2:28    |
| 6.  | „FLFM (Interlude)”                                     | RichGains, Freddie Kane           | 1:30    |
| 7.  | „Set Set”                                              | Kenny Beats                       | 2:29    |
| 8.  | „Toe Tag”                                              | Kenny Beats                       | 2:13    |
| 9.  | „FBC”                                                  | Kenny Beats, A. Lau, Tony Seltzer | 2:04    |
| 10. | „Diamonds 2 (feat. Cassie Jo Craig i Irie Jane Gibbs)” | Dupri, RichGains                  | 3:36    |
|     |                                                        |                                   | 25:01   |

## Notowania
| Lista                 | Pozycja |
| --------------------- | ------- |
| Recorded Music NZ     | 7       |
| US Billboard 200      | 142     |
| US Independent Albums | 16      |